# Teoría del desarrollo
Entendidas en su sentido actual, las teorías del desarrollo pretenden identificar las condiciones socioeconómicas y las estructuras económicas necesarias para hallar una senda de desarrollo humano y el crecimiento económico sostenido (productivo o no). Habitualmente, el campo no se refiere al análisis de países desarrollados, sino que se estudian directamente las economías de los subdesarrollados. Sin embargo, no debe olvidarse que algunos economistas ortodoxos actuales en ocasiones también consideran a los modelos neoclásicos y keynesianos de crecimiento del Norte como teorías de desarrollo.
Puede decirse que hay cinco fundamentales visiones del desarrollo económico:
- la conservadora, seguida principalmente por los economistas neoclásicos;
- la reformista, seguida por los keynesianos;
- la revolucionaria productiva, del marxismo tradicional;
- la revolucionaria humana, en torno a economistas del desarrollo humano e izquierdistas actuales (alterglobalistas, ecologistas y feministas), y
- la revolucionaria personal, representada por un heterogéneo conjunto de economistas perennes o transpersonales con antecedentes teóricos en el anarquismo político clásico.

Estas visiones responden las cuestiones básicas de la economía, el desarrollo y la desigualdad entre economías fuertes y economías débiles a partir de la siguiente: ¿cómo conseguir el desarrollo para los diferentes países y personas? Los siguientes son los planteamientos de cada una:

## Postura del liberalismo
Según la postura del liberalismo, el camino exitoso al desarrollo se logra, considerando lo que realizaron los actuales países ricos, mediante la acumulación de riquezas, el aumento de la producción y la innovación tecnológica. Estas fueron las primeras teorías sobre el desarrollo.
Tras la Segunda Guerra Mundial, los autores liberales presagiaron que los países tercermundistas seguirían el camino al desarrollo a través del capitalismo, mediante diferentes etapas. Según estas posturas, es clave para el desarrollo el aumento de la producción para abastecer las necesidades de la población. Es decir, el crecimiento económico lleva a la larga al desarrollo económico. Por ello se considera que la renta o el producto per-cápita indican el grado de desarrollo, como los que siguen el FMI y el Banco Mundial. Sin embargo, con el aumento de la desigualdad entre países ricos y pobres estas ideas se han empezado a considerar simplificadoras del problema del subdesarrollo.

## Postura del keynesianismo
Según la teoría del keynesianismo, el liberalismo tiene defectos que dificultan el desarrollo de los países, lo que hace necesarias reformas estructurales a los países pobres, o incluso a la economía global. 
Estas teorías se originaron poco después del surgimiento del liberalismo económico al ver que este tenía sus fallas, como que países con buen crecimiento de producción no se desarrollaban. Sus autores consideran que la visión capitalista sobre el desarrollo tiende a reducir los problemas al marco de la producción impidiendo que se hagan reformas consideradas necesarias.
Sin embargo, esta postura considera que el desarrollo se logra por un capitalismo similar al usado por países ricos. Pero procurando tener un mercado interno poderoso y saneado, gran importancia de los sectores macroeconómicos primario, secundario y terciario de manera equilibrada, un flujo económico estable y poca dependencia del exterior. En consecuencia según esta teoría el aumento productivo es el factor necesario para el desarrollo.

## Postura del marxismo
Según esta opinión, los países subdesarrollados, aunque realicen reformas tanto internas como en el comercio mundial, jamás llegarán al desarrollo, ya que los países que ya se han desarrollado se lo impiden porque no les es conveniente.
La conclusión que se obtiene es que, para desarrollarse, debe aplicarse un modelo económico alternativo. Como el socialismo soviético o el teórico de Marx.
Esta postura se convirtió en el estandarte de los autores de izquierda, tomó fuerza a fines de los sesenta, y se debilitó en los ochenta y noventa, con la caída de la URSS. Según esta postura, los países capitalistas del norte (Primer Mundo) se desarrollaron marginando y subdesarrollando a los del sur (Tercer Mundo), debido a la explotación colonialista e imperialista para la extracción de recursos naturales y el uso de mano de obra barata. Este neoimperialismo impide de forma deliberada el desarrollo del Tercer Mundo, para mantener su bienestar y niveles de consumo a costa de éste.
Los autores socialistas terminaron por usar esta teoría como argumento de la imposibilidad estructural del capitalismo mundial. Mientras los neoliberales y keynesianos centran sus análisis en temas unilaterales o concretos, los marxistas asumen que hay estructuras internacionales que llevan a esa desigualdad. Según esta teoría, existe un norte o centro que acumula riquezas e innova en tecnología, a costa de explotar al sur o periferia, que carece de industria y de formas de acumular riquezas por imposición de los países ricos, perpetuando un desarrollo desigual. Los marxistas propusieron una vía hacia el desarrollo diferente de la del capitalismo: el socialismo.
Actualmente estos postulados son unos de los principales puntos de crítica de la globalización.
Sin embargo, al tratar de desarrollar un modelo práctico de superación del desarrollo industrial imperialista o colonialista, se han encontrado con la dificultad de no poder superar la forma de desarrollo industrial predeterminado, lo que ha acabado por reproducir los mismos patrones de localización de áreas con una influencia mayor (centro) a otras, creando así desigualdades y áreas subdesarrolladas (periferias). Estos modelos de planificación económica central acaban cometiendo muchos de los mismos errores que denuncia al establecer puntos o áreas territoriales de mayor influencia (centro), y áreas subordinadas (periferias) a este centro. Generando así un mercado interno en beneficio del centro y en parte a coste de la periferia. Además, se ha argumentado desde corrientes del liberalismo como la planificación central falla en establecer un cálculo económico preciso, ya que los planificadores carecen de todo la información que surge del mercado, mediante la oferta y la demanda, por lo que no sería posible establecer un precio y asignar recursos eficientemente.

## Postura del humanismo
Según esta postura, el principal error de sus opositores es que estos se enfocan tanto en el método que olvidan el objetivo, y que no es, necesariamente, el desarrollo económico. Este enfoque es muy crítico del capitalismo, y sostiene que se deben realizar cambios radicales al sistema económico, para garantizar mayor bienestar de la gente, que es lo que sí importa.
Esto lleva a una progresiva humanización del concepto de desarrollo, pero se encuentra en conflicto frecuente con el tema del aumento de producción, ya que, al centrarse en lo meramente económico, se deja de lado el valor de lo social en un país, como sostienen sus adeptos. Esta postura critica, más que la vía, al objetivo: ¿que tipo de desarrollo se desea? Postula que el desarrollo económico no es suficiente, ya que, si no existe una mejora social y humana, todo es en vano.
Según este enfoque, es negativo seguir el mismo camino que recorrieron los países ricos, ya que tiene un grave precio social y ecológico, por lo que se debe buscar vías económicas alternas. Por lo tanto, consideran que el desarrollo tradicional, basado en la industrialización y la producción, está errado, y lo reemplazan por uno basado en el desarrollo humano, es decir, el aumento de las oportunidades socioeconómicas o de las capacidades humanas que en un país llevan al desarrollo, considerando como requisitos mínimos:
- Disponibilidad de productos (mediante aumento de producción), o una mejora material del nivel de vida. Lo que da más oportunidades.
- Longevidad (Esperanza de vida), indica el bienestar y sanidad. O sea mayores oportunidades.
- Acceso a la educación (medible con tasas de alfabetización y escolarización) se toma como criterio de cultura e información, entendiendo que ayuda a conocer y aprovechar mejor las oportunidades.

La base que funda este pensamiento proviene de varias fuentes:
- Social: Aduce que el aumento de la producción que requiere la vía tradicional requiere la explotación y represión de los pobres.
- Ecologismo: La postura indica que según la visión tradicional industrial requiere un daño irreparable al medio ambiente, sin tener presente las consecuencias a futuro. Considera que el planeta no resistiría que todos los países se desarrollen del modo tradicional.
- Feminismo: según este punto de vista, el pensamiento machista de crecimiento pone en desventaja y margina a las mujeres, la mayoría de la población mundial, lo que incrementa su vulnerabilidad ante las crisis económicas.

Una de las principales críticas que les hacen sus rivales es que se requiere un mayor creciendo económico (con o sin reformas, según la postura) para que la población tenga mayores accesos a los productos y que por medio de las ganancias del Estado se creen y financien programas de educación e inversión social de forma coordinada (el Estado es la única organización capaz de hacerlo) que llevarán, a la larga, a la industrialización y mejoras en la calidad de vida.

## Postura del individualismo y anarquismo
Según esta postura, fuertemente influenciada por el anarquismo, surgida no de intelectuales de países ricos, no tienen el mismo concepto de subdesarrollo que las de aquellos países, por lo que posee postulados más filosóficos que las anteriores, ya que se relaciona con las tradiciones culturales no occidentales, como la filosofía perenne, que llevan al desarrollo a centrarse en el crecimiento personal y en la autorrealización, el progreso interior. Consideran al individuo como base de la sociedad (los cambios empiezan por el individuo y luego en la sociedad). 
Postula que el real desarrollo se da en el interior del ser humano, por lo que su consecuencia es un cambio en la economía (y no un cambio económico como origen), ya que es un movimiento de unidad y amor internas (la esencia humana es el amor y la felicidad, y cuando estamos conscientes de eso, nos realizamos). Solo a partir de eso, en la relación con nuestro entorno y con quienes nos rodean, se inician cambios en la sociedad.